# Dekorvorlagenhersteller
Der Dekorvorlagenhersteller war in Deutschland ein staatlich anerkannter Ausbildungsberuf nach Berufsbildungsgesetz.

## Ausbildungsdauer und Struktur
Die Ausbildungsdauer zum Dekorvorlagenhersteller beträgt in der Regel drei Jahre. Die Ausbildung erfolgt an den Lernorten Betrieb und Berufsschule.

## Arbeitsgebiete
Dekorvorlagenhersteller erstellen Druckvorlagen und Formen her, um keramische Erzeugnisse wie Teller, Tassen, Wandteller oder Glas und Email zu bedrucken. Dazu nutzen sie vorhandene Vorlagen, die sie abpausen oder am PC neu erstellen. Sie prüfen die Vorlage auf Vollständigkeit und montieren die Dekorelemente anschließend auf eine Folie. Hieraus wird die Druckform für den Offset- oder Siebdruck hergestellt. Bei keramischen Erzeugnissen wird das Dekor eingebrannt.
Dekorvorlagenhersteller finden ihren Arbeitsplatz in Betrieben, die Sieb- oder Keramikdruck anbieten. Sie können aber auch in Werbeagenturen beschäftigt sein.

## Entwicklung
In diesem Beruf wurden in den letzten Jahren keine Ausbildungsverträge mehr abgeschlossen. Geplant ist daher, den Beruf aufzuheben und in den bestehenden Ausbildungsberuf Mediengestalter Digital und Print zu integrieren.